# Vágyak csapdájában
A Vágyak csapdájában (eredeti cím:School Ties) 1992-ben bemutatott amerikai filmdráma, melyet Robert Mandel rendezett. A főbb szerepekben Brendan Fraser, Matt Damon, Ben Affleck és Chris O’Donnell látható, akik karrierjét ez a film indította útnak.

## Cselekmény
|  | Alább a cselekmény részletei következnek! |

Az 1955-ben játszódó film főszereplője, David Greene (Fraser) egy pennsylvaniai diák, aki ösztöndíjjal átkerül egy új-angliai elit iskolába, ahol hamar szembesül osztálytársai zsidóellenességével. Emiatt a fiú titkolni kényszerül származását. A film a vallási előítéletek mellett a szociális előítéleteket is boncolgatja, mivel David nem csak zsidó, de ráadásul munkáscsaládból származik. Az iskola diákjainak nagy része gazdag, jó nevű szülők gyermeke, akik akkor is megkapják, amit akarnak, ha nem szolgáltak rá, míg Davidnek meg kell küzdenie azért, hogy elismerjék tehetségét. Mikor végül mégis kiderül, hogy zsidó, a többiek ellene fordulnak, még az a lány is, akivel randizgatott.

## Szereplők
| Színész           | Szerep               | Magyar hang       |
| ----------------- | -------------------- | ----------------- |
| Brendan Fraser    | David Greene         | Minárovits Péter  |
| Matt Damon        | Charlie Dillon       | Simonyi Balázs    |
| Chris O’Donnell   | Chris Reese          | Morassi László    |
| Andrew Lowery     | McGivern             | Moser Károly      |
| Randall Batinkoff | Rip Van Kelt         | Előd Botond       |
| Cole Hauser       | Jack Connors         | Előd Álmos        |
| Amy Locane        | Sally Wheeler        | Zsigmond Tamara   |
| Peter Donat       | Dr. Bartram igazgató | Szokolay Ottó     |
| Željko Ivanek     | Cleary               | Bolba Tamás       |
| Kevin Tighe       | McDevitt edző        | Konrád Antal      |
| Ed Lauter         | Alan Greene          | Varga T. József   |
| Michael Higgins   | Mr. Gierasch         | Dobránszky Zoltán |
| Anthony Rapp      | McGoo                | Bódy Gergely      |
| Ben Affleck       | Chesty Smith         | Molnár Levente    |
| Peter McRobbie    | káplán               |                   |